# Gregorianischer Kalender

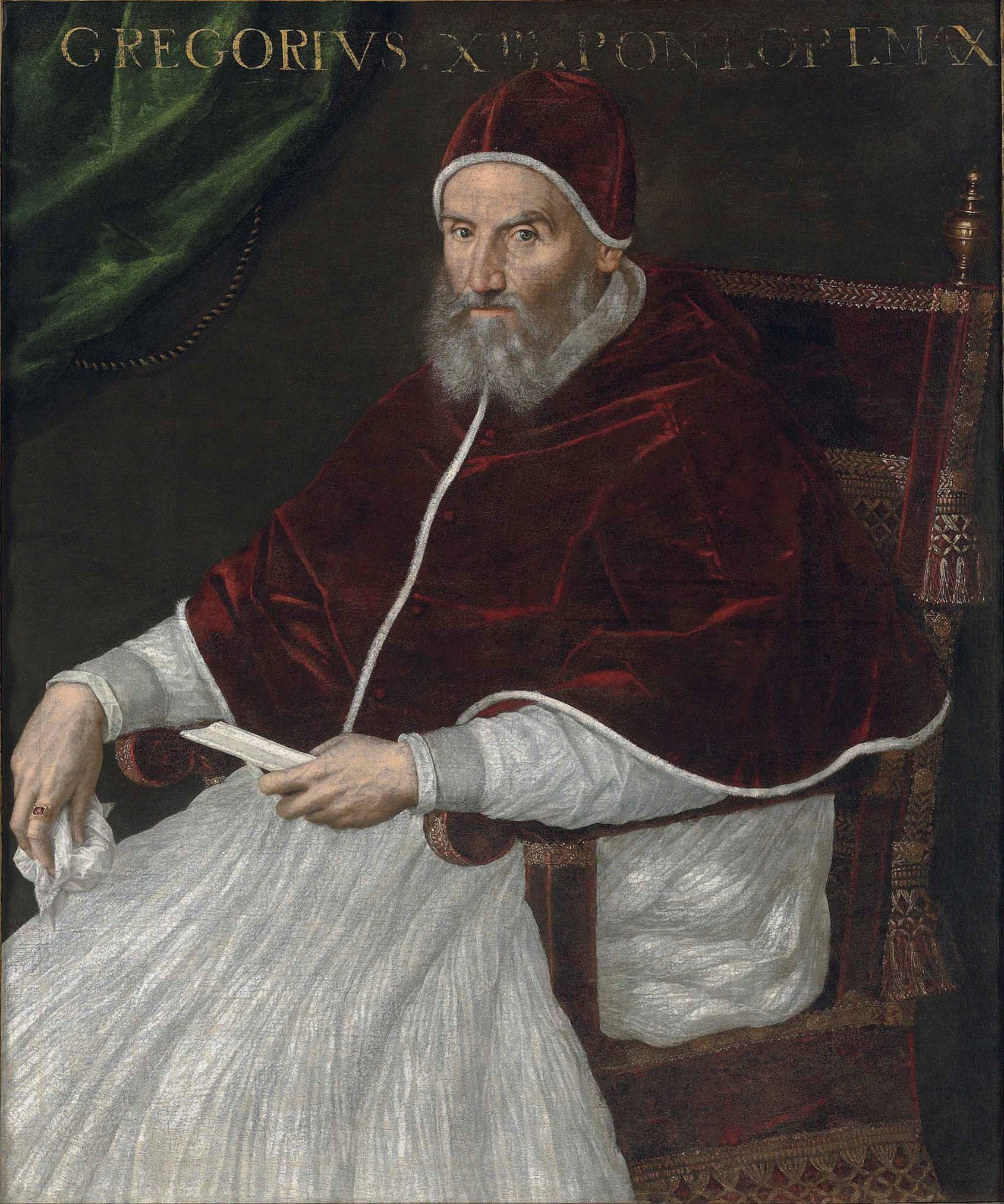
Papst Gregor XIII.

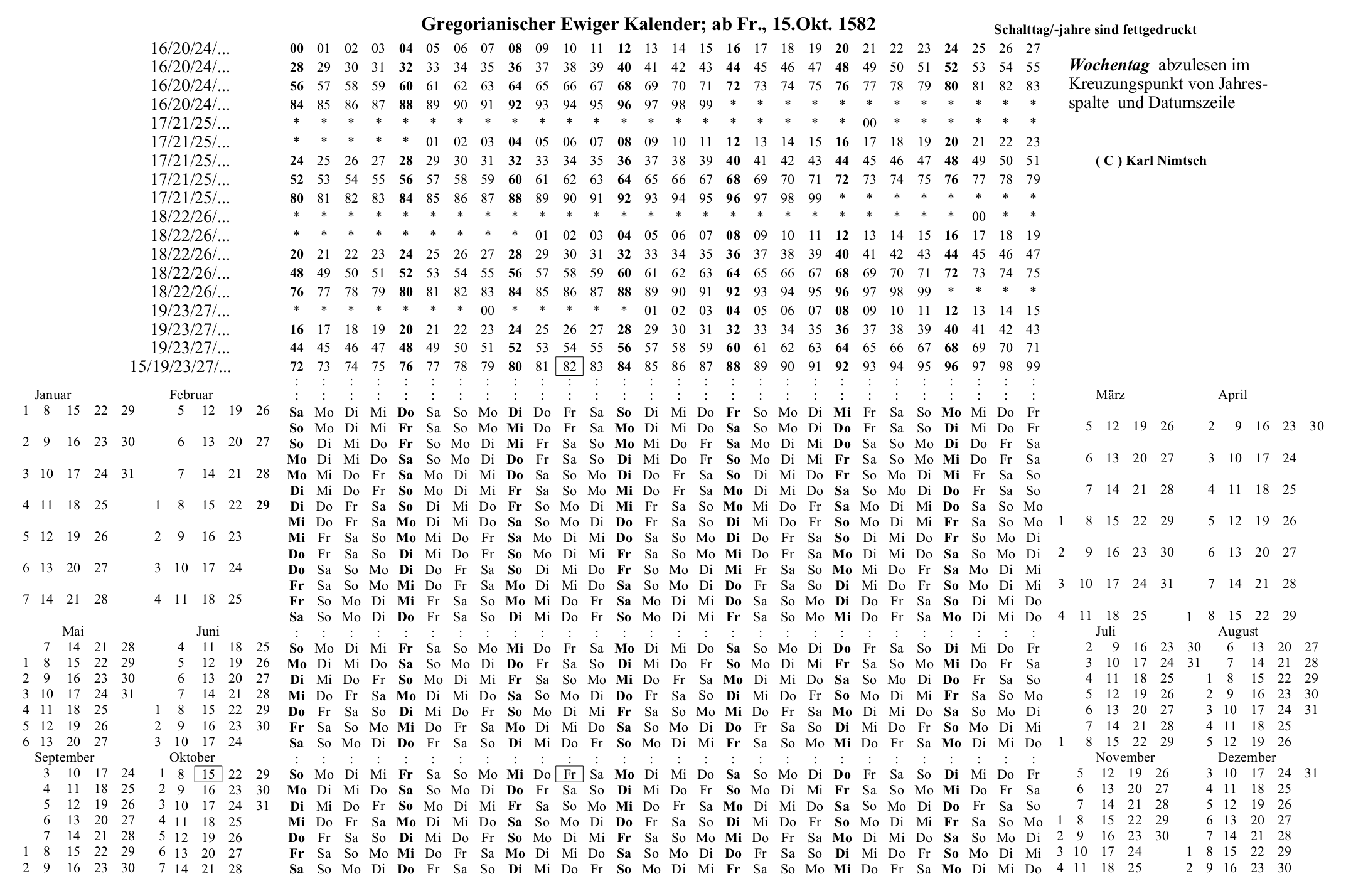
Ewiger gregorianischer Kalender ab dem 15. Oktober 1582

Der gregorianische Kalender, auch bürgerlicher Kalender, ist der weltweit meistgebrauchte Kalender. Er entstand gegen Ende des 16. Jahrhunderts durch eine Reform des julianischen Kalenders. Benannt ist er nach Papst Gregor XIII., der ihn 1582 mit der päpstlichen Bulle Inter gravissimas verordnete. Er löste im Laufe der Zeit sowohl den julianischen als auch zahlreiche andere Kalender ab und bildet die Basis der Datumsdarstellung nach ISO 8601.
Der gregorianische ist wie der julianische Kalender ein Sonnenkalender, jedoch mit diesem gegenüber durch Interkalation verbesserter Schaltjahresregelung. Damit liegt ihm eine durchschnittliche Jahreslänge von 365,2425 Tagen zugrunde, die den etwa 365,2422 Tagen des Sonnenjahres näherkommt als noch die 365,25 Tage des julianischen Kalenders (siehe auch Tropisches Jahr und Kalenderjahr).
Der Zweck der gregorianischen Kalenderreform bestand darin, ein weiteres Auseinanderdriften von Kalender- und Sonnenjahr zu verhindern und beide besser zu synchronisieren. Im Jahresdurchschnitt verspätet sich der gregorianische Kalender gegenüber dem Sonnenjahr nur noch um 26,7 Sekunden, die sich erst im Lauf von 3.231 Jahren zu einem ganzen Tag summieren werden. Beim julianischen Kalender war das bereits nach 128 Jahren der Fall.

## Gregorianische Kalenderreform
Grund für die gregorianische Kalenderreform war nicht allein das im Vergleich zum Sonnenjahr zu lange julianische Kalenderjahr, sondern auch die zunehmende falsche Datierung des christlichen Osterfestes (Osterdatum). Das zu lange Kalenderjahr führte Jahr für Jahr zu einer Verspätung des kalendarisch auf den 21. März festgelegten Frühlingsanfangs gegenüber dem astronomischen Frühlingsanfang, der 1582 nach julianischem Datum bereits am 11. März stattfand. Der julianische Kalender hinkte dem Jahreslauf der Sonne im 16. Jahrhundert, im Verhältnis zum 4. Jahrhundert, bereits um zehn Tage nach. Der nötige, in einem Stück angeordnete Ausfall von zehn Kalendertagen erzeugte allgemeine Irritation und führte auch innerhalb der katholischen Kirche zur nur zögernden Annahme des gregorianischen Kalenders. Die aus der Reformation hervorgegangenen Kirchen verzögerten die Annahme aus ideologischen Gründen, weil die Reform vom Papst ausgegangen war. Die orthodoxen Kirchen haben ihn bis heute nicht übernommen, mit Ausnahme der finnischen. Bei ihnen gilt entweder der julianische oder (seit 1923) der neujuljanische Kalender, der weitgehend dem gregorianischen Kalender entspricht. Das Osterdatum wird jedoch, außer in Finnland, durchgängig nach dem julianischen Kalender berechnet.

### Mängel im julianischen Kalender
Da ein julianisches Kalenderjahr mit seinen durchschnittlich 365,25 Tagen um etwa elf Minuten länger ist als das Sonnenjahr, verschob sich der astronomische Frühlingsanfang etwa alle 128 Jahre um einen Tag auf ein früheres Kalenderdatum. Im Jahr 1582, noch vor der Korrektur durch die gregorianische Kalenderreform im selben Jahr, fiel er auf den 11. März. Das bedeutete, zeit seines Bestehens hatten sich im julianischen Kalender die astronomischen Ereignisse im Sonnenjahr um 10 Kalendertage früher verschoben. Da außerdem 19 julianische Jahre etwa um 0,06 Tage länger sind als die 235 synodischen Monate des Mondzirkels, verschob sich etwa alle 16 19-Jahre-Perioden (also etwa alle 300 Jahre) der berechnete („zyklische“) gegenüber dem astronomischen Vollmondzeitpunkt auf einen Tag später im julianischen Kalender (der astronomische Vollmondzeitpunkt eilte dem auf Basis des julianischen Kalenders berechneten voraus). Das vom Datum des Frühlingsanfangs und vom Datum des Frühlingsvollmondes abhängige Osterdatum wurde infolgedessen nicht mehr richtig bestimmt.
Das Schema für die Vorhersage der in Ostertafeln (siehe Komputistik) eingetragenen künftigen Osterdaten war im 6. Jahrhundert als Ergebnis der Arbeiten von Dionysius Exiguus fixiert worden. Bereits Beda stellte im Jahre 725 fest, dass der Vollmond den berechneten Terminen voraus war.

### Reformansätze

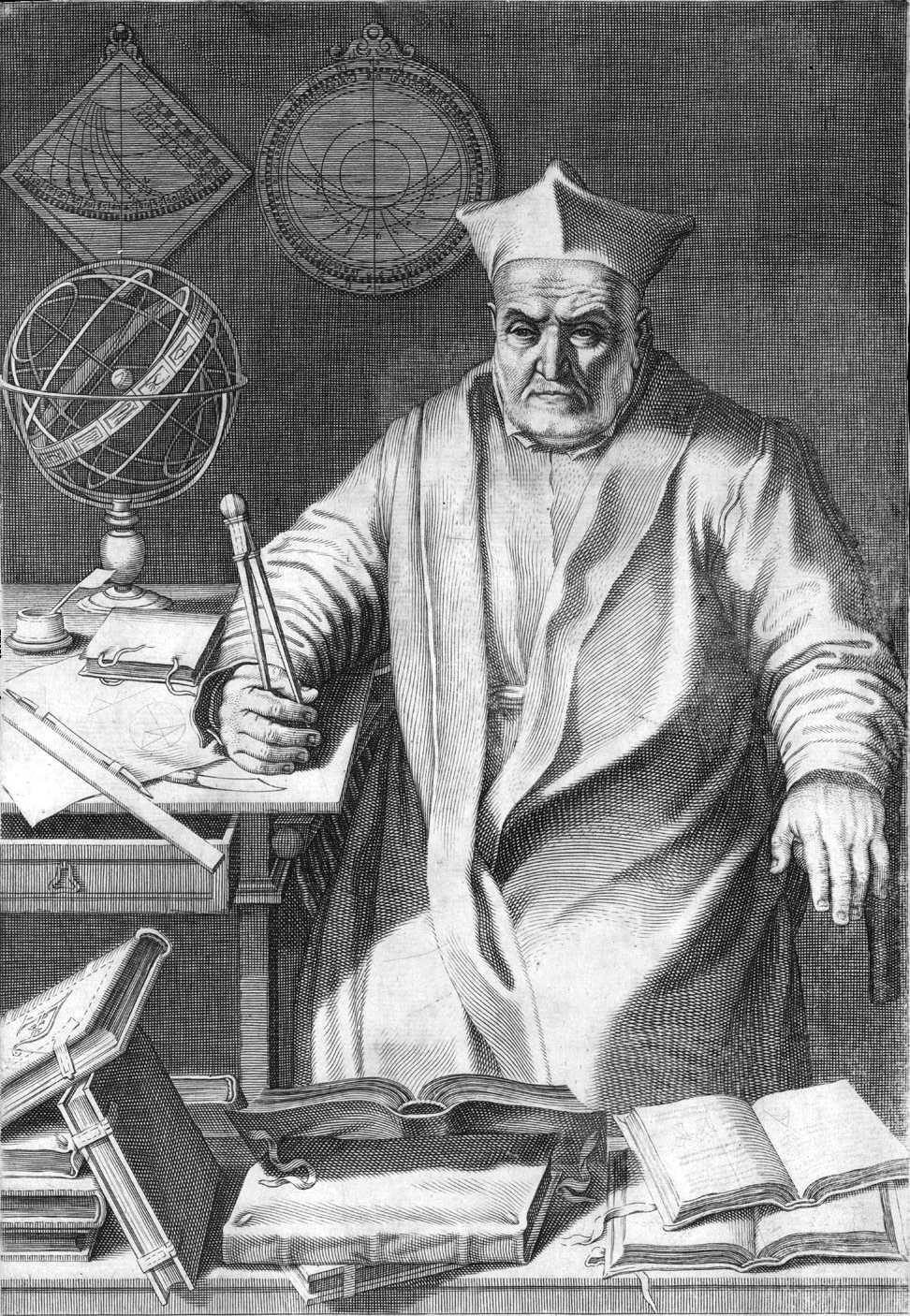
Der Jesuit Christophorus Clavius war ein wichtiger Mitarbeiter in der Reformkommission und hat die Reform-Maßnahmen schließlich formuliert.

Seit dem 14. Jahrhundert wurden immer wieder Vorschläge für eine Kalenderreform unterbreitet – unter anderem durch Nikolaus von Kues im Auftrag des Konzils von Basel, Regiomontanus und Nikolaus Kopernikus. Diese waren aber stets abgelehnt worden. Gleichwohl bildeten Kopernikus’ Werk De revolutionibus orbium coelestium („Von den Umdrehungen der Himmelskörper“) sowie die prutenischen Tafeln von Erasmus Reinhold die Basis für die schließlich von Papst Gregor XIII. dekretierte Reform.
In der Reformkommission unter dem Vorsitz von Kardinal Guglielmo Sirleto arbeiteten Aloisius Lilius (bis 1576, danach sein Bruder Antonio), Christophorus Clavius, Ignazio Danti, Pedro Chacón (1526–1581), Séraphin Olivier-Razali und Vincenzo Lauro. Die Kommission entschied sich dafür, den Kalender derart zurechtzurücken, dass das Primäräquinoktium wieder in der Nähe des 23. März wie im Jahre 46 v. Chr., als der julianische Kalender geschaffen wurde, stattfinden sollte, und es mittels einer genaueren mittleren Jahreslänge dort zu stabilisieren.
Hauptbestandteil der vorgesehenen Reform war ein korrigierter Algorithmus zur Bestimmung des Osterfestes. Außer dem korrigierten und künftig einzuhaltenden richtigen Datum des Frühlingsanfangs war dafür das korrigierte und künftig einzuhaltende Datum des (Frühlings-)Vollmondes nötig. Mit der mathematischen Ausarbeitung des neuen Kalenders wurde der in Rom als Mathematiker am Collegio Romano lehrende deutsche Jesuit Christophorus Clavius vom Papst beauftragt. Er folgte dabei weitgehend den Vorschlägen des Mediziners und Astronomen Aloisius Lilius.

### Reformjahr 1582

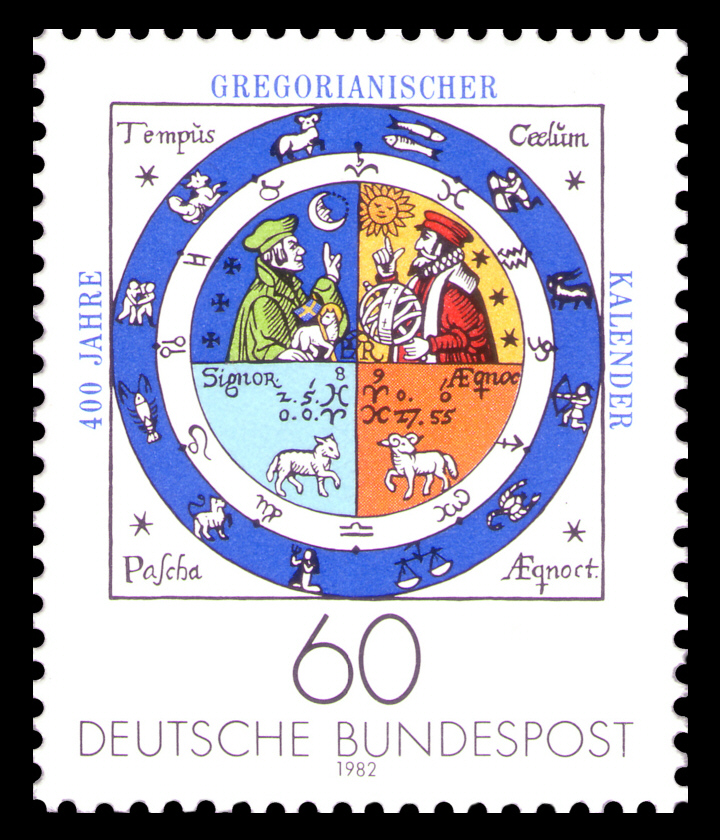
60-Pf-Sondermarke der Deutschen Bundespost (1982) zu 400 Jahre gregorianischer Kalender, gestaltet von Elisabeth von Janota-Bzowski

Die Reform erfolgte durch die päpstliche Bulle Inter gravissimas curas vom 24. Februar 1582.
Die Verspätung des Kalenders gegenüber den astronomischen Ereignissen wie dem Frühlingsanfang wurde 1582 durch Auslassen von zehn Kalendertagen korrigiert. Man stellte dabei die Verhältnisse zur Zeit des Konzils von Nicäa im Jahre 325 wieder her, da auf diesem Konzil erstmals Beschlüsse über das Osterdatum gefasst worden waren. Der Kalender zeigte am Frühlingsanfang zur Zeit Julius Cäsars den 23. März, im 4. Jahrhundert jedoch den 21. März. und bald frühere Tage. Im Jahr 1583 war am Frühlingsanfang in allen Ländern, die den neuen (gregorianischen) Kalender sofort angenommen hatten, wieder der 21. März.
Die aktuellen vorhergesagten (zyklischen) Daten der Mondphasen wurden durch Verschieben im reformierten Kalender um drei Tage auf früher korrigiert.
Bei der Suche nach einem geeigneten Zeitpunkt für die Reform war die Wahl auf den Oktober gefallen, da der Kalender für diesen Monat vergleichsweise wenige Heiligenfeste enthielt und die ausgelassenen Tage auf diese Weise nur eine geringe Störung des Heiligenkalenders verursachten. Wegen der hohen Bedeutung des Sonntags im Christentum unterbrach die Reform nicht die Abfolge der Wochentage. Auf Donnerstag, den 4. Oktober, folgte Freitag, der 15. Oktober. Alle Sonntage im julianischen Kalender sind auch Sonntage im gregorianischen.

### Neue Jahreslänge (Sonnengleichung)
Um ein fortwährendes Abrücken des Frühlingsanfangs vom 21. März in Zukunft zu vermeiden, wurde im gregorianischen Kalender die Dauer des mittleren Kalenderjahres mit 365,2425 statt wie bisher mit 365,25 Tagen berücksichtigt. Die Verkürzung erfolgte mit Hilfe einer weiteren, übergeordneten Schaltregel, nach der diejenigen Säkularjahre (Jahre, deren Zahl durch 100 teilbar ist), deren Zahl dividiert durch 400 keine ganze Zahl ergibt, keine Schaltjahre sind. Danach waren die Jahre 1700, 1800 und 1900 keine Schaltjahre. Die Jahre 1600 und 2000 waren Schaltjahre. Die Jahre 2100, 2200 und 2300 sowie 2500, 2600 und 2700 usw. werden ohne Schalttag sein (Sonnengleichung, Metemptose). Da zwischen der Datumskorrektur im Jahr 1582 und dem Jahr 1700 mit der erstmaligen Anwendung dieser neuen Ausnahmeregel 117 Jahre vergingen, liegt der Frühlingsanfang im Kalender im Durchschnitt um einen Tag zu früh. Er pendelt zwischen dem 19. und dem 21. März, anstatt symmetrisch um den 21. März.

### Korrektur des Monddatums (Mondgleichung)
Zur Bestimmung des Osterdatums wird die Periode des Mondzirkels verwendet, nach der die Mondphasen alle 19 Sonnenjahre wieder auf den gleichen Tag fallen. Bisher wurde der dabei gemachte kleine Fehler von einem Tag in etwa 310 Jahren ignoriert. Bei der Reform wurde der aufgelaufene Fehler von etwa drei Tagen durch Vorverlegen um drei Tage im Kalender beseitigt und eine genauere künftige Übereinstimmung mit Hilfe der Mondgleichung vorgesehen. Diese besagt, dass der Tag des Frühlingsvollmondes alle 312,5 Jahre um einen Kalendertag auf früher zu verschieben ist. Dafür sind acht Säkularjahre in 2500 Jahren vorgesehen.
Die Korrektur der Länge des Kalenderjahres mit ausgelassenen Schalttagen würde die Korrektur des Mond-Datums verfälschen. Deshalb ist in den Säkularjahren ohne Schalttag das Monddatum um einen Tag später im Kalender anzugeben (umgekehrte Sonnengleichung). Wenn in einem Säkularjahr sowohl die Mond- als auch die Sonnengleichung anzuwenden ist, bleibt das Monddatum unverändert: − 1 Tag + 1 Tag = 0 Tage.

### Jahresbeginn
Parallel zur Kalenderreform, nicht gleichzeitig mit ihr, wurde der Jahresbeginn auf den 1. Januar verschoben (Circumcisionsstil), der sich aufgrund seines Namens (lat. ianua bedeutet „Tür“) und der zeitlichen Nähe zum Christfest und der Wintersonnenwende als Neujahrstag anbot; außerdem hatte sich darin die römische Tradition bewahrt. Im Mittelalter hatte das Jahr ansonsten an unterschiedlichen Tagen begonnen, darunter Weihnachten, Ostern und Mariä Verkündigung (Annunciationsstil). Dennoch hatte die gregorianische Reform einen Einfluss darauf, weil der päpstlichen Bulle eine Liste mit den neuen Namenstagen der Heiligen beilag, die die restlichen Feiertage 1582 bis zum 31. Dezember und die des ganzen folgenden, neu aufgeteilten Jahres (und aller zukünftigen) aufführte. Damit kam es zu Überschneidungen von elf Tagen (gregorianischer/julianischer Kalender) und gleichzeitig einem Jahr (zwischen Neujahr und Ostern): „am 10./21. Februar 1750/1751“.

### Übernahme des gregorianischen Kalenders
| Land, Gebiet | erster Geltungstag des Gregorianischen Kalenders | Neujahrstag ist 1. Januar ab | letzter Geltungstag des Gregorianischen Kalenders                                 |
| --- | ------------------------------------------------ | ---------------------------- | --------------------------------------------------------------------------------- |
| Kirchenstaat und die meisten italienischen Staaten (mit Ausnahmen)                                                         | 5.jul. / 15. Oktober 1582greg.                   | 1583                         |                                                                                   |
| Polen-Litauen, Königreich Spanien, Königreich Portugal und deren Kolonien                                                  | 5.jul. / 15. Oktober 1582greg.                   | 1556                         |                                                                                   |
| Großherzogtum Toskana | 5.jul. / 15. Oktober 1582greg.                   | 1750                         |                                                                                   |
| Republik Venedig | 5.jul. / 15. Oktober 1582greg.                   | 1797 (siehe more veneto)     |                                                                                   |
| Königreich Frankreich und Kolonien                                                                                         | 10.jul. / 20. Dezember 1582greg.                 | 1564                         | 23. November 1793greg. *7                                                         |
| Südliche Spanische Niederlande (Gebiet des heutigen Belgien)                                                               | 21.jul. / 31. Dezember 1582greg.                 | 1576                         |                                                                                   |
| Provinz Holland und Provinz Zeeland der Republik der Sieben Vereinigten Provinzen („Republik der Vereinigten Niederlande“) | 2.jul. / 12. Januar 1583greg.                    | 1583                         |                                                                                   |
| Die Katholischen Reichsstände des Heiligen Römischen Reichs (HRR)                                                          | 1583–1584 *4                                     | 1544                         |                                                                                   |
| Reichsstadt Augsburg | Januar 1583–Juni 1584 *8                         |                              |                                                                                   |
| Die meisten katholischen Orte der Schweizerischen Eidgenossenschaft                                                        | 1583–1584 *4                                     | 1544                         |                                                                                   |
| Hochstift Lüttich | 11.jul. / 21. Februar 1583greg.                  |                              |                                                                                   |
| Hochstift Augsburg | 14.jul. / 24. Februar 1583greg.                  |                              |                                                                                   |
| Kurtrier | 5.jul. / 15. Oktober 1583greg.                   |                              |                                                                                   |
| Herzogtum Bayern, Hochstift Freising, Hochstift Eichstätt, Hochstift Regensburg, Erzstift Salzburg, Hochstift Brixen       | 6.jul. / 16. Oktober 1583greg.                   |                              |                                                                                   |
| Vorderösterreich | 14.jul. / 24. Oktober 1583greg.                  |                              |                                                                                   |
| Fürstbistum Basel | 21.jul. / 31. Oktober 1583greg.                  |                              |                                                                                   |
| Herzogtum Jülich-Berg | 3.jul. / 13. November 1583greg.                  |                              |                                                                                   |
| Kurköln und Reichsstadt Köln                                                                                               | 4.jul. / 14. November 1583greg.                  |                              |                                                                                   |
| Hochstift Würzburg | 5.jul. / 15. November 1583greg.                  |                              |                                                                                   |
| Hochstift Bamberg | 12.jul. / 22. November 1583greg.                 |                              |                                                                                   |
| Kurmainz | 12.jul. / 22. November 1583greg.                 |                              |                                                                                   |
| Reichsstadt Rottweil | 12.jul. / 22. November 1583greg.                 |                              |                                                                                   |
| Hochstift Straßburg, Markgrafschaft Baden-Baden                                                                            | 17.jul. / 27. November 1583greg.                 |                              |                                                                                   |
| Hochstift Münster, Herzogtum Kleve                                                                                         | 18.jul. / 28. November 1583greg.                 |                              |                                                                                   |
| Herzogtum Steiermark | 15.jul. / 25. Dezember 1583greg.                 |                              |                                                                                   |
| Erzherzogtum Österreich | 7.jul. / 17. Januar 1584greg.                    |                              |                                                                                   |
| Böhmen | 7.jul. / 17. Januar 1584greg.                    |                              |                                                                                   |
| Die Schweizer Orte Luzern, Uri, Schwyz, Zug, Freiburg und Solothurn                                                        | 12.jul. / 22. Januar 1584greg.                   |                              |                                                                                   |
| Schlesien | 13.jul. / 23. Januar 1584greg.                   |                              |                                                                                   |
| Unterwalden | Juni 1584                                        |                              |                                                                                   |
| Herzogtum Westfalen | 2.jul. / 12. Juli 1584greg.                      |                              |                                                                                   |
| Mähren | 4.jul. / 14. Oktober 1584greg.                   |                              |                                                                                   |
| Hochstift Paderborn | 4.jul. / 14. Juli 1585greg.                      |                              |                                                                                   |
| Großfürstentum Litauen | 22. Dezember 1585jul. / 1. Januar 1586greg.      | 1600                         |                                                                                   |
| Königreich Ungarn | 22. Oktoberjul. / 1. November 1587greg.          |                              |                                                                                   |
| Fürstentum Siebenbürgen | 15.jul. / 25. Dezember 1590greg.                 |                              |                                                                                   |
| Herzogtum Preußen | 23. Augustjul. / 2. September 1612greg.          |                              |                                                                                   |
| Herzogtum Pfalz-Neuburg | 14.jul. / 24. Dezember 1615greg.                 |                              |                                                                                   |
| Herzogtum Kurland | 1617 *3                                          |                              | 1796 *3                                                                           |
| Hochstift Hildesheim | 16.jul. / 26. März 1631greg.                     |                              |                                                                                   |
| Elsässische Territorien des Königreichs Frankreich                                                                         | ab 1648 *5                                       |                              | 23. November 1793greg. *7                                                         |
| Kanton Wallis | 1.jul. / 11. März 1655greg.                      |                              |                                                                                   |
| Königreich Schweden mit Finnland (versuchte allmähliche Einführung) *9                                                     | 28. Februar.jul./11.März 1712                    |                              | Schwedischer Kalender bis 30. Februar 1712 / 29. Februarjul. / 11. März 1712greg. |
| Dänemark-Norwegen | 19. Februarjul. / 1. März 1700greg.              | 1559                         |                                                                                   |
| Die protestantischen Reichsstände des Heiligen Römischen Reichs (HRR). *6                                                  | 19. Februarjul. / 1. März 1700greg.              | 1559                         |                                                                                   |
| Grafschaft Lippe | 19. Februarjul. / 1. März 1700greg.              | 1700                         |                                                                                   |
| Provinz Overijssel und Provinz Utrecht der Niederlande                                                                     | 1.jul. / 12. Dezember 1700greg.                  | 1583                         |                                                                                   |
| Katholischer Teil des Kantons Glarus                                                                                       | 1700                                             |                              |                                                                                   |
| Die meisten reformierten Orte der Schweiz, z. B. Basel, Bern, Genf, Mülhausen im Elsass, Schaffhausen und Zürich.          | 1.jul. / 12. Januar 1701greg.                    |                              |                                                                                   |
| Provinz Friesland und Provinz Groningen der Niederlande                                                                    | 1.jul. / 12. Januar 1701greg.                    |                              |                                                                                   |
| Stadt St. Gallen | 1724                                             |                              |                                                                                   |
| Königreich Großbritannien mit Schottland, Wales und Kolonien in Amerika                                                    | 3.jul. / 14. September 1752greg.                 | 1752 (Schottland 1600)       |                                                                                   |
| Königreich Schweden mit Finnland *9                                                                                        | 28. Februarjul. / 11. März 1753greg.             | 1559                         |                                                                                   |
| Herzogtum Lothringen | 17.jul. / 28. Februar 1760greg.                  | 1579                         |                                                                                   |
| Evangelischer Teil des Kantons Glarus                                                                                      | 23. Junijul. / 4. Juli 1798greg.                 |                              |                                                                                   |
| Kanton Appenzell Ausserrhoden                                                                                              | 14.jul. / 25. Dezember 1798greg.                 |                              |                                                                                   |
| Kaiserreich Frankreich | 1. Januar 1806greg. *7                           |                              |                                                                                   |
| Letzte Gemeinden im Kanton Graubünden                                                                                      | 1812                                             |                              |                                                                                   |
| Alaska als Department of Alaska Teil der Vereinigten Staaten                                                               | 1867                                             |                              |                                                                                   |
| Kaiserreich Japan | 1. Januar 1873greg.                              |                              |                                                                                   |
| Republik China | 1. Januar 1912greg.                              |                              |                                                                                   |
| Lettland (Kurland unter deutscher Besatzung)                                                                               | 12.jul. / 25. Mai 1915greg.                      |                              |                                                                                   |
| Litauen unter deutscher Besatzung                                                                                          | 12.jul. / 25. Mai 1915greg.                      |                              |                                                                                   |
| Zarentum Bulgarien | 1.jul. / 14. April 1916greg.                     |                              |                                                                                   |
| Osmanisches Reich (ab 1923 Republik Türkei)                                                                                | 16. Februarjul. / 1. März 1917greg. *1           | 1917                         |                                                                                   |
| Lettland (Livland unter deutscher Besatzung)                                                                               | 23. Augustjul. / 5. September 1917greg.          |                              |                                                                                   |
| Sowjetrussland | 1.jul. / 14. Februar 1918greg.                   | 1700                         |                                                                                   |
| Estland | 1.jul. / 14. Februar 1918greg.                   | 1700                         |                                                                                   |
| Ukrainische Volksrepublik                                                                                                  | 16. Februarjul. / 1. März 1918greg.              | 1700                         |                                                                                   |
| Transkaukasische Demokratisch-Föderative Republik                                                                          | 18. Apriljul. / 1. Mai 1918greg.                 |                              |                                                                                   |
| Königreich der Serben, Kroaten und Slowenen                                                                                | 15.jul. / 28. Januar 1919greg.                   |                              |                                                                                   |
| Königreich Rumänien *2 | 1.jul. / 14. April 1919greg.                     | 1923                         |                                                                                   |
| Königreich Griechenland (außer Athos)                                                                                      | 16. Februarjul. / 1. März 1923greg.              |                              |                                                                                   |

### Verbreitung
Nur die Länder Spanien, Portugal, Polen und teilweise Italien übernahmen den gregorianischen Kalender tatsächlich am Donnerstag, dem 4. Oktober 1582 (es folgte dann Freitag, der 15. Oktober 1582). Die meisten katholischen Länder Europas folgten in den nächsten Jahren, während die protestantischen Länder den neuen vom Papst dekretierten Kalender zunächst ablehnten. Vor dem Hintergrund der einsetzenden Konfessionalisierung führte dies zu heftigen Polemiken, beispielsweise brachte der Kalenderstreit die seit 1555 bikonfessionelle Stadt Augsburg 1584 an den Rand eines Bürgerkriegs. Ähnliches ereignete sich bei den Kalenderunruhen in Riga. Im selben Jahr führten ihn die meisten katholischen Kantone der Schweiz ein; dort folgte damals auf den 28. Februar der 11. März 1584. Einige katholische schweizerische Territorien folgten allerdings erst später, nämlich Unterwalden im Juni 1584, das Wallis 1655 und katholisch Glarus 1700.
Die ersten 117 Jahre nach 1582 betrug der Datumsunterschied zwischen gregorianischem und julianischen Kalender unverändert und einprägsam zehn Tage, da die neue Schaltjahresregelung (kein Schaltjahr bei Jahrhundertwechsel mit nicht durch 400 teilbarer Jahreszahl) nur theoretisch zu bedenken war. Mit deren erstmaliger aktueller Anwendung nach dem 28. Februar 1700 stand jedoch eine Erhöhung der Differenz von zehn auf elf Tage an. Dadurch drohte aus der Perspektive Ende des 17. Jahrhunderts ein weiteres Festhalten am julianischen Kalender die Umrechnung auf den gregorianischen Kalender weiter zu erschweren, erweitert um die Diskussion, ob man ihn angesichts dessen um einzelne Elemente der Reform wie die neue Schaltjahresregelung (was das Anwachsen der Differenz vermieden hätte) oder die verbesserte Osterberechnung ergänzen solle.
Die evangelischen Territorien des Heiligen Römischen Reichs übernahmen den gregorianischen Kalender 1700 nach einem Beschluss des Corpus Evangelicorum. Außerhalb des Reiches hatte schon 1612 das mit dem Kurfürstentum Brandenburg in Personalunion verbundene Herzogtum Preußen als erstes protestantisches Territorium den katholischen Kalender eingeführt, auf Druck des Lehnsherrn Königreich Polen. Auf den 18. Februar folgte im Reich unmittelbar der 1. März 1700. Zuvor hatten beispielsweise Verträge zwischen katholischen und protestantischen Fürsten mit beiden Daten versehen werden müssen (bei Beibehalten des julianischen Kalenders auch noch danach, nun aber um elf Tage, etwa als 3./14. April 1750; siehe Beispiel rechts). Um die Jahreswende differierten die Jahreszahlen zwischen den Gebieten des alten und des neuen Kalenders. Aus dieser Zeit stammt der Ausdruck „zwischen den Jahren“ für die Tage nach Weihnachten.

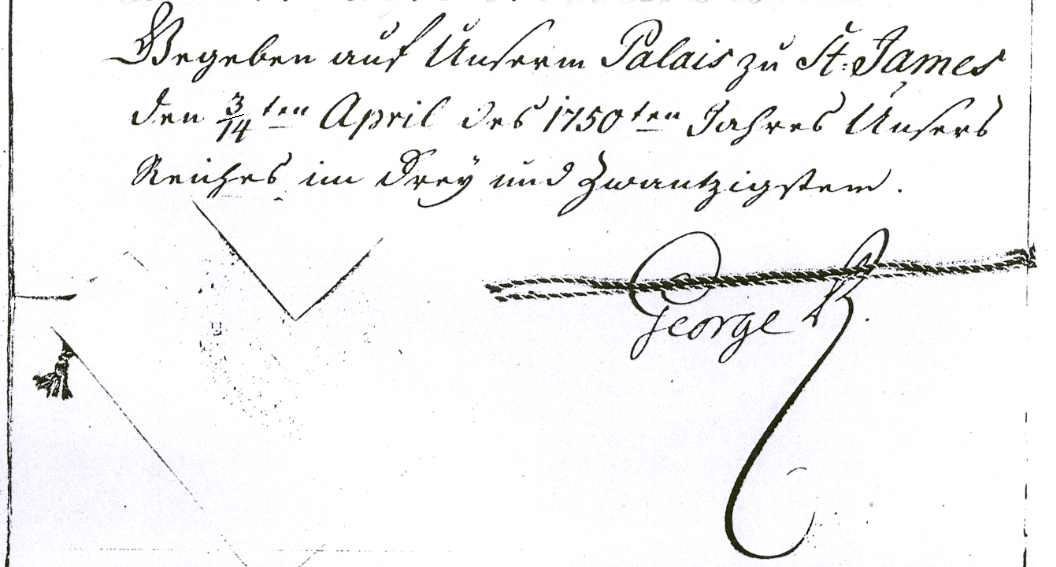
Deutscher Vertrag von 1750, in England unterschrieben, datiert nach beiden Kalendersystemen

Das Königreich Dänemark, zu dem damals auch Norwegen und Island gehörten, führte den gregorianischen Kalender ebenfalls vom 18. Februar auf den 1. März 1700 ein. Die reformierten Orte der Schweiz folgten knapp ein Jahr später, sie sprangen vom 31. Dezember 1700 auf den 12. Januar 1701, allerdings mit vier Ausnahmen: Der protestantische Halbkanton Appenzell Ausserrhoden, die protestantische Stadt St. Gallen und die protestantischen Teile von Glarus schlossen sich erst 1724 an, und in Graubünden erfolgte der offizielle Übergang zum neuen Kalender je nach Gemeinde zwischen 1760 und 1812. Der alte Kalender blieb aber in einigen Gegenden der Schweiz noch länger in der Bevölkerung lebendig; so wurde im evangelischen Engadin Neujahr bis etwa 1870 am 13. Januar gefeiert, und die Appenzeller Silvesterkläuse treten noch immer am 13. Januar auf, dem 31. Dezember nach dem julianischen Kalender (Alter Silvester).
In England (und auch in den späteren USA) wurde der gregorianische Kalender in der Nacht vom 2. auf den 14. September 1752 eingeführt, in Schweden vom 17. Februar auf den 1. März 1753.
Die Osterrechnung blieb im Heiligen Römischen Reich noch mehr als 70 Jahre unterschiedlich, was in den Jahren 1724 und 1744 zu unterschiedlichen Terminen führte (1724: ev. 9., kath. 16. April; 1744: ev. 29. März, kath. 5. April) und auch 1778 und 1798 dazu geführt hätte. Auf Antrag Friedrichs des Großen beschloss das Corpus Evangelicorum am 13. Dezember 1775 ein Reichsgutachten anzunehmen, in dem man die freiwillige Einigung betonte. In Vermeidung des päpstlichen Namens wurde der „Verbesserte Reichskalender“ angenommen. Kaiser Joseph II. bestimmte daraufhin im Einvernehmen mit allen Reichsständen im Jahre 1776 unter förmlicher Bestätigung des Gutachtens den gregorianischen Kalender als „Verbesserten Reichskalender“. Die evangelischen Kantone der Schweiz, Dänemark und Schweden schlossen sich dieser Regelung ebenfalls an.
In Japan, wo zuvor mit einigen Abweichungen der chinesische Kalender gegolten hatte, wurde der gregorianische Kalender am 1. Januar 1873 im Zuge der Modernisierung des Landes eingeführt. Nur in der Jahreszählung verwendet Japan bis heute gleichzeitig ein eigenes System (siehe japanische Zeitrechnung), in dem die Jahre seit Regierungsantritt des jeweils amtierenden Kaisers gezählt werden; diese Zahl wird durch ein von Kaiser zu Kaiser wechselndes zweisilbiges Motto (Nengō) ergänzt.
Die orthodoxen Länder Osteuropas, also auch Russland, behielten den julianischen Kalender noch bis Anfang des 20. Jahrhunderts bei. Da die Jahre 1700, 1800 und 1900 nach dem julianischen Kalender Schaltjahre sind, machte seit 1900 (und macht noch bis zum Jahr 2100) die Abweichung vom gregorianischen Kalender mittlerweile 13 Tage aus. Die russische Oktoberrevolution vom 25. Oktober 1917 war nach dem gregorianischen Kalender eigentlich eine „Novemberrevolution“ vom 7. November. An diesem Kalendertag wurde die Revolution auch bis zum Ende der Sowjetunion gefeiert, nachdem Russland am 14. Februar 1918 die neue Kalenderrechnung eingeführt hatte. Einige orthodoxe Kirchen (z. B. in Russland, Serbien und Georgien) begehen ihre feststehenden Feste weiterhin nach dem julianischen Kalender. Ihr Weihnachtsfest (25. Dezember) fällt darum derzeit auf den 7. Januar (gregorianischer Kalender). Andere orthodoxe Kirchen (z. B. in Griechenland und Bulgarien) verwenden hierfür den sogenannten neo-julianischen Kalender, der bis zum Jahr 2799 dem gregorianischen Kalender entsprechen wird. Alle orthodoxen Kirchen berechnen Ostern und die anderen beweglichen Feste nach dem julianischen Frühlingsanfang sowie nach dem Vollmond im Mondzirkel; das Fest fällt daher nur gelegentlich mit dem Osterdatum der westlichen Kirchen zusammen; meistens sind es eine, vier oder fünf Wochen später als im Westen.
Am 1. Januar 1912, nach dem Sturz des Kaiserreiches, übernahm auch die Republik China den gregorianischen Kalender, der sich aber wegen der Beherrschung weiter Teile des Landes durch Warlords nicht durchsetzen konnte. Die von der Kuomintang gestellte Regierung veranlasste seine Verwendung schließlich ab dem 1. Januar 1929 in den von ihr beherrschten Gebieten. Die Volksrepublik China verwendet ihn seit ihrer Proklamation am 1. Oktober 1949.
Komplizierter ist die Lage in der Türkei. Diese übernahm nach dem vorherigen Beschluss ihrer Nationalversammlung vom 26. Dezember 1925 den gregorianischen Kalender ab 1. Januar 1926 als „Internationalen Kalender“. Tatsächlich wurde dabei aber lediglich die Jahreszählung nach Christi Geburt eingeführt und der islamische Kalender endgültig abgeschafft. In der Türkei bzw. dem Osmanischen Reich hatte bis dahin neben dem islamischen Kalender der Rumi-Kalender gegolten. Der Rumi-Kalender war ursprünglich ein julianischer Kalender mit Jahreszählung nach der Hedschra, der ursprünglich nur für fiskalische Zwecke bestimmt war, aber seit dem 19. Jahrhundert nach seiner allgemeinen amtlichen Einführung eine immer weitere Verbreitung im Gebrauch gefunden und den islamischen Kalender zunehmend verdrängt hatte. Der Rumi-Kalender war aber schon 1917 (mit Ausnahme der Jahreszählung) an den gregorianischen Kalender angepasst worden. Heute ist der gregorianische Kalender auch in den meisten islamischen Staaten eingeführt und letztlich wichtiger als der islamische Kalender, der im Alltag außer für islamische Feste keine Rolle spielt. Nationalfeiertage und andere nationale Gedenktage, Neujahr, der Tag der Arbeit, Muttertag und andere internationale Feier- und Gedenktage werden nach dem gregorianischen Kalender gefeiert. Im bürgerlichen Leben, etwa für Arbeitsverhältnisse, Mietverhältnisse etc., ist meist der gregorianische, nicht aber der islamische Kalender ausschlaggebend.
Die nicht zeitgleiche Einführung des gregorianischen Kalenders in den verschiedenen Ländern sorgt bis heute für Verwirrung: So sind sowohl William Shakespeare als auch Miguel de Cervantes am 23. April 1616 gestorben, obwohl Shakespeare Cervantes um zehn Tage überlebt hat. Auch die Feiern des Geburtstags von George Washington wurden in den USA verschiedentlich am 11. und am 22. Februar ausgerichtet, bis es zu einer bundesgesetzlichen einheitlichen Feiertagsregelung kam.
In Deutschland, Österreich, der Schweiz und in vielen anderen Ländern gilt für Datumsangaben die Norm ISO 8601. Sie basiert auf dem gregorianischen Kalender und erweitert seine Gültigkeit auf den Zeitraum vor der Kalenderreform. In dieser Norm sind ein Jahr null und negative Jahreszahlen vorgesehen, die es weder im julianischen noch im gregorianischen Kalender gibt.
Bei dem – vom Computerhersteller Apple entwickelten – Kalenderprogramm iCal wurde der Sprung vom julianischen zum gregorianischen Kalender (4. auf den 15. Oktober 1582) berücksichtigt. Das Unix-Standard-Tool cal berücksichtigt diesen Sprung ebenfalls, setzt ihn jedoch, entsprechend dem Zeitpunkt der Einführung des gregorianischen Kalenders in Großbritannien, auf September 1752.

## Charakteristika

### Kalender- und tropisches Jahr

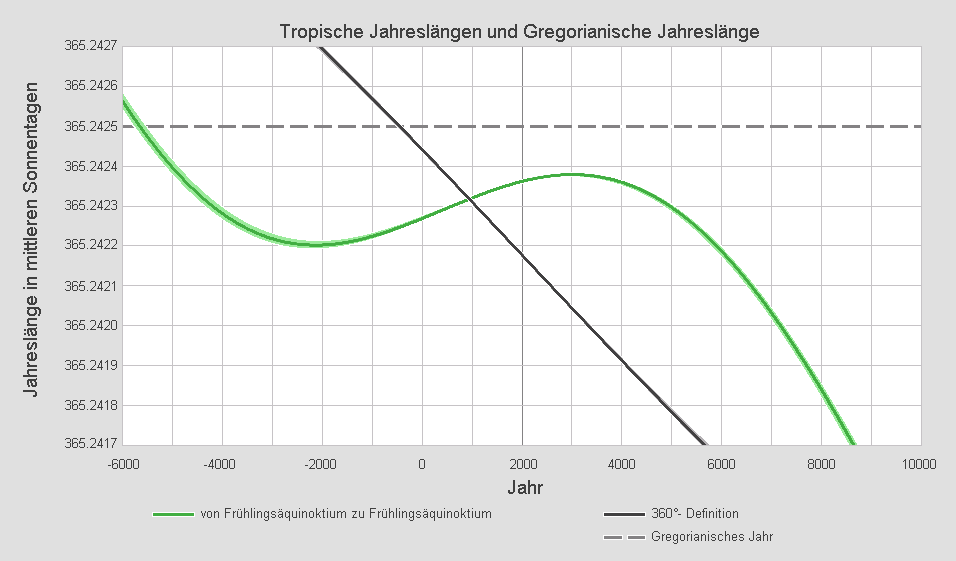
Tropische und gregorianische Jahreslängen
(gemessen in mittleren Sonnentagen)

Das Kalenderjahr orientiert sich am tropischen Jahr (Sonnenjahr) in der alten Definition – dem zwischen zwei aufeinanderfolgenden Frühlingsanfängen (Frühlings-Tag-und-Nacht-Gleichen) liegenden Zeitraum, der auf das Jahr 2000 bezogen im Mittel 365,242375 mittlere Sonnentage lang ist. Somit ist auch das gregorianische Kalenderjahr im Vergleich zur astronomischen Wirklichkeit noch etwas zu lang, nämlich 0,000125 Tage (= 11 Sekunden). Mit dieser Differenz würde der Frühlingsanfang erst nach rund 8000 Jahren wieder einen ganzen Kalendertag früher eintreten. Vorher wäre keine Kalenderkorrektur nötig. Der Differenzwert nimmt bis zum Ende des dritten Jahrtausends aber ab, nähert sich dann wieder dem Wert des Jahres 2000, den er Anfang des fünften Jahrtausends erreicht haben wird. Ab dem fünften Jahrtausend vergrößert sich der Differenzwert dann kontinuierlich.

### Schaltjahrzirkel
Das Verteilschema zwischen Gemein- und Schaltjahren wiederholt sich erst nach je 400 Jahren. Der vier Jahre lange julianische Schaltjahr-Zirkel hat die hundertfache Periode bekommen.

### Schaltregeln

Der Funktionsgraph in diesem Koordinatensystem zeigt die zeitlichen Verschiebungen zwischen den astronomischen Messungen der realen Jahreslängen, dem sogenannten tropischen Jahr, und den Kalenderjahren, die sich aus den Jahreslängen des gregorianischen Kalenders ergeben.
Die großen „Sprungstellen“ in den Gemeinjahren 1800, 1900, 2100, 2200 ergeben sich aus der 100-Jahre-Schaltregel. Im Schaltjahr 2000 gab es nur eine kleine „Sprungstelle“, die durch die 400-Jahre-Schaltregel bedingt ist.

Die julianische Schaltregel wird im gregorianischen Kalender mit Hilfe zweier weiterer Regeln relativiert:
1. Die durch vier teilbaren Jahre der christlichen Zeitrechnung sind wie bisher im julianischen Kalender Schaltjahre. Da jedes vierte Kalenderjahr einen Tag länger als die 365 Tage langen, dazwischen liegenden Gemeinjahre ist, beträgt die mittlere Länge eines Kalenderjahres 365,25 Tage, was aber gegenüber dem tropischen Jahr mit 365,24219 Tagen zu lang ist (einen Tag Abweichung nach 128 Jahren).
2. In den durch 100 teilbaren (und damit auch durch vier teilbaren) Jahren (1600, 1700, 1800, 1900, 2000, 2100 usw.) entfällt entgegen der ersten (julianischen) Regel der Schalttag, so dass das mittlere Kalenderjahr mit 365,24 Tagen nur noch etwa 0,0022 Tage vom tropischen Jahr abweicht, etwas zu kurz ist (einen Tag Abweichung nach 457 Jahren).
3. Die durch 400 teilbaren (und damit auch durch 100 teilbaren) Jahre (1600, 2000 usw.) sind entgegen der zweiten und in Übereinstimmung mit der ersten Regel Schaltjahre.

Die mittlere Länge des Kalenderjahres ist daher genau {\displaystyle 365+{\tfrac {1}{4}}-{\tfrac {1}{100}}+{\tfrac {1}{400}}} = 365,2425 Tage. Wichtig ist dabei, dass jede Schaltregel einem Stammbruch entspricht, der die mittlere Länge der Kalenderjahre (siehe arithmetisches Mittel) um diesen Bruchteil verändert. Außerdem muss der Nenner jedes Stammbruchs ein ganzzahliges Vielfaches des vorherigen Stammbruchs sein und die Stammbrüche müssen eine endliche alternierende Reihe darstellen. Dies stellt sicher, dass ein Schaltjahr immer 366 Tage hat. Bei einer nicht alternierenden Reihe könnte ein Schaltjahr auch mehr als 366 oder weniger als 365 Tage haben. Für Schaltregeln, die auf einer endlichen alternierende Reihe basieren und daher nur Gemeinjahre mit 365 Tagen und Schaltjahre mit 366 Tagen definieren und das tropische Jahr hinreichend gut approximieren, gibt es viele Möglichkeiten. Für den gregorianischen Kalender wurden drei Schaltregeln gewählt, die mit einem Zyklus von 4, 100 und 400 Jahren einfache Teilbarkeitsregeln im Dezimalsystem gewährleisten.
Die verbleibende Differenz 0,00031 Tage zum mittleren tropischen Jahr wurde von den Kalenderreformern als vernachlässigbar klein hingenommen. Die Abweichung wird erst nach etwa 3225 Jahren einen Tag betragen. Über so lange Zeiträume ist aber eine exakte Berechnung wegen säkularer Änderungen nicht mehr möglich, so dass es sinnlos wäre, eine weitere Schaltregel aufzustellen.

### Zuordnung zwischen Kalenderdaten und Wochentagen (Sonnenzirkel)
Die Periode des Sonnenzirkels ist im julianischen Kalender 28 Jahre lang. Nach dieser Zeit wiederholt sich die Zuordnung der Kalenderdaten auf die Wochentage. Im gregorianischen Kalender ist auch diese Periode länger, beträgt aber „nur“ 400 Jahre, weil dieser Zeitraum mathematisch exakt aus einer ganzen Zahl von Wochen besteht.
Innerhalb eines Jahrhunderts gilt auch im gregorianischen Kalender die 28-Jahre-Periode. Weil das Jahr 2000 ein Schaltjahr war, gilt diese sogar zwei Jahrhunderte lang. Für heute lebende Menschen wiederholt sich die Verteilung ihrer Geburtstage auf die Wochentage also bis 2100 immer nach 28 Jahren.

### Kalenderwochen pro Jahr
Die Sonnenzirkel-Periode enthält genau 20.871 Wochen (wo). In jeder Periode gibt es 71 Jahre mit einer 53. Kalenderwoche.
400 a · 365,2425 d/a = 146.097 d
146.097 d / 7 d/wo = 20.871 wo (400 Jahre umfassen 20.871 Wochen)
400 a · 52 wo/a = 20.800 wo (400 Jahre zu 52 Wochen ergäben 20.800 Wochen)
20.871 wo – 20.800 wo = 71 wo
Die überzähligen 71 Wochen verteilen sich auf 71 Jahre mit einer 53. Kalenderwoche.

### Durchschnittliche Monatslänge und durchschnittliche Wochenzahl pro Monat
Ein Monat (mo) ist im Durchschnitt 30,436875 Tage oder 4,348125 Wochen lang, das heißt vier Wochen, zwei Tage, zehn Stunden, 29 Minuten und sechs Sekunden oder 2.629.746 Sekunden (ohne Berücksichtigung von Schaltsekunden). (Betrachtet wird ein ganzer Schaltjahrzirkel von 400 a.)
146.097 d ÷ 4.800 mo = 30,436875 d/mo
20.871 wo ÷ 4.800 mo = 4,348125 wo/mo

### Freitag, der 13.
Ein bestimmtes Datum (Tag und Monat oder nur Tag) fällt nicht gleich häufig auf alle Wochentage. Der 13. eines beliebigen Monats fällt geringfügig öfter (nämlich 688 mal in 400 Jahren) auf einen Freitag als auf andere Wochentage (Donnerstag und Samstag: 684 mal, Montag und Dienstag: 685 mal, Sonntag und Mittwoch: 687 mal).

### Osterzyklus
Im gregorianischen Kalender beträgt die Dauer des Osterzyklus 5.700.000 Jahre.

## Sonstiges
Der Darische Kalender ist ein Kalenderentwurf für den Planeten Mars, der im Wesentlichen auf den gleichen Prinzipien basiert wie der gregorianische Kalender.